# Álex Balboa
Alejandro Balboa Bandeira (Vitoria, 6 de marzo de 2001), conocido como Álex Balboa, es un futbolista hispano-ecuatoguineano que juega como centrocampista para el C. D. Lugo y para la selección de Guinea Ecuatorial. Es primo del exfutbolista Javier Balboa.

## Trayectoria
Es un jugador formado en el Aurrera de Vitoria en el que ingresó con apenas 4 años. En categoría infantil ingresó en la cantera del Deportivo Alavés. En la temporada 2020-21 formó parte del Club de Fútbol San Ignacio de Tercera División, siendo el paso intermedio entre el Juvenil "A" y el Deportivo Alavés "B".
El 29 de enero de 2021 firmó por el Deportivo Alavés "B". Ese mismo año debutó con el primer equipo en el partido de la primera ronda de la Copa del Rey ante el Unami Club Polideportivo.
El 8 de agosto de 2023, después de haber renovado su contrato hasta 2026, se confirmó su cesión a la S. D. Huesca tras haber disputado once partidos en la Segunda División con el Deportivo Alavés la temporada anterior. Al finalizar la cesión se marchó definitivamente del conjunto vitoriano y fichó por el Almere City F. C. neerlandés.
El 1 de julio de 2025, tras un año compitiendo en la Eredivisie, firmó por el Club Deportivo Lugo de España un contrato de un año con opción a un segundo.

## Selección nacional
Es internacional por la selección de fútbol de Guinea Ecuatorial, con la que hizo su debut el 7 de septiembre de 2021 en un encuentro contra Mauritania que concluyó con victoria por un gol a cero.

## Clubes
| Club                 | País         | Año       |
| -------------------- | ------------ | --------- |
| C. F. San Ignacio    | España       | 2020-2021 |
| Deportivo Alavés "B" | España       | 2021-2023 |
| S. D. Huesca         | España       | 2023-2024 |
| Almere City F. C.    | Países Bajos | 2024-2025 |
| C. D. Lugo           | España       | 2025-     |